# Sułkowski Hrabia

Herb hrabiowski Sułkowskich według dyplomu nadania

Herb hrabiowski Sułkowskich według Juliusza Karola Ostrowskiego

Sułkowski Hrabia – polski herb hrabiowski, odmiana herbu Sulima używana przez ród Sułkowskich.

## Opis herbu
Opisy zgodnie z klasycznymi regułami blazonowania:
Tarcza dzielona w pas, w polu górnym złotym pół orła czarnego z herbem saskim na piersi, w polu dolnym, czerwonym, trzy kamienie złote. Klejnot: nad hełmem w koronie pół orła jak w godle. Labry z prawej czarne, podbite złotem, z lewej czerwone, podbite złotem. Trzymacze: dwa lwy wspięte o rozdwojonych ogonach, złote, o językach czerwonych.
Juliusz Karol Ostrowski przytacza nieco inną wersję herbu, gdzie opisuje dokładnie kamienie w dolnym polu jako mające postać krzyżyków. Ponadto jego orzeł nosi na piersi sam treflowany skos, a nie pełny herb Sasów.

## Najwcześniejsze wzmianki
Tytuł hrabiowski nadany (wbrew polskiemu prawu) w Rzeczypospolitej przez Augusta III Aleksandrowi Józefowi Sułkowskiemu 2 września 1732 roku, następnie zaś zatwierdzony w SRI 2 sierpnia 1733 roku. Ten sam Aleksander Sułkowski otrzymał później tytuł książęcy i ubogacenie herbu (zob. Sułkowski Książę).

## Herbowni
Jedna rodzina herbownych (herb własny):
graf von Sułkowski.